# Masutatsu Oyama
Masutatsu "Mas" Oyama (大山 倍達, Ōyama Masutatsu), född 4 juni 1923 som Choi Yeong-eui i Gimje, Korea och död 26 april 1994 i Tokyo, var en koreansk karatemästare som grundade karatestilen kyokushinkai. Som femtonåring hade han flyttat till Japan och då tagit nytt namn efter sin nya japanska adoptivfamilj.

## Levnad
Vid nio års ålder hade den blivande Ōyama börjat lära sig traditionell kenpō, innan han fick kontakt med kampsport. Väl i Japan började han träna Shōtōkan-ryūkarate främst under "Gikō" Funakoshi, som var son till den berömde Funakoshi Gichin. Han skaffade sig en postgymnasial utbildning på Wasedauniversitetet. Även om Ōyama föddes i Korea, blev han en zainichi-korean och kom att tillbringa större delen av sitt liv i Japan med japanskt medborgarskap från 1964. Vid 22 års ålder hade han 4 dan i karate (fjärde gradens svarta bälte) och 4 dan i jūdō. Ett tag bytte Ōyama även karatestil till gōjū-Ryū.
Efter Stilla havskrigets slut flyttade Ōyama upp och isolerade sig i bergen i 1 000 dagar för att träna, inspirerad av den kände samurajen Miyamoto Musashi. Han tillbringade det första året i ett ensligt tempel och de sista två åren i en stuga som han byggde själv. Där livnärde han sig på det han fann i naturen runt omkring. När han återvände från fjället flyttade han in vid sidan av ett slakthus, där han efterhand började testa sin styrka och teknik mot nötboskapen, som skulle slaktas.
Ōyama var gift med Chiyako Ōyama (1926–2006). Paret har två söner, som har återvänt och bor i Korea. Masutatsu avled, som icke-rökare, i lungcancer 70 år gammal.

## Eftermäle
Ōyama, ofta känd som Mas Oyama, skapade vad som kom att anses vara den första och mest inflytelserika fullkontakt-karatestilen.
Det sägs att Ōyama aldrig någonsin förlorade en kamp. Han var den ende som hade 10:e gradens bälte i stilen. Han var flerfaldig mästare i All Japan Championship och han besegrade också ett 50-tal tjurar under sin livstid. Ōyama gjorde flera turnéer runt om i världen för att visa karatens styrka och möjligheter.